# آرادو
آرادو فلوکتسایک‌ورک (به آلمانی: Arado Flugzeugwerk GmbH) به معنای کارخانه هواگردسازی آرادو، یک شرکت هواگردسازی آلمانی بود. این شرکت تعدادی از هواگردهای نظامی لوفت‌وافه در زمان جنگ جهانی دوم را تأمین کرد. پس از شکست آلمان در جنگ جهانی دوم، تمامی تجهیزات کارخانه‌های این شرکت طبق توافق پوتسدام به عنوان غرامت جنگی به شوروی منتقل شد.

## تاریخچه
پس از پایان جنگ جهانی اول، بر مبنای محدودیت‌های پیمان ورسای فعالیت شرکت هواگردسازی فریدریشس‌فاهن در وارنِمونده متوقف شد. شرکت خودروسازی دینو مستقر در برلین-شارلوتنبورگ، متعلق به گروه اِشتینِس، ماه اکتبر سال ۱۹۲۰ تجهیزات کارخانه فریدریشس‌فاهن در وارنمونده را خریداری کرد. در ابتدا در این محل موتور دوزمانه و کِشتی ساخته شد. با این حال برنامه‌هایی برای تولید هواگرد وجود داشت. از این رو اشتینس شروع به همکاری با شرکت فوکر مستقر در هلند جهت احداث کارخانه‌های تولید هواگرد کرد. اشتینس بنا بر سفارش سِرّی رایشسور، فعالیت در این زمینه را با تولید انواع هواگردهای شرکت هاینکل در کارخانه کشتی‌سازی دینو در وارنمونده آغاز نمود.
به هر صورت با مرگ هوگو اشتینس در سال ۱۹۲۴، گروه صنعتی تحت هدایت او یکپارچگی خود را از دست داد و بخش‌هایی از آن به فروش رفت. والتر هورمل، نظامی سابق، مدیر کشتی‌سازی دینو و عامل همکاری با هاینکل برای هواگردسازی، در همراهی با ورنر هنسل، تاجر آلمانی، یک شرکت جایگزین برای تأسیسات وارنمونده با عنوان آرادو هاندِلْس گِزِلشافْت (شرکت تجاری آردو) با دفتر ثبت‌شده در هامبورگر هوف، تأسیس کرد. از مجموع ۵۰ هزار مارک سهام این شرکت جدید ۴۵ هزار مارک متعلق به هورمل و مابقی برای هنسل بود. خود هورمل و فلیکس واگنفور، نظامی پیشین بلندپایه نیروی هوایی امپراتوری آلمان، دو مدیر عامل آن به حساب می‌آمدند. برای مخفی نگاه داشتن قصد شرکت در تولید هواگرد از دید کمیسیون نظارت متفقین، هدف از آن تولید، فروش و به‌کارگیری انواع مختلفی از خودروها اعلام شد.
هاینریش لوبه، مهندس و خلبان آلمانی، ماه نوامبر سال ۱۹۲۵ بیشتر سهام شرکت آرادو هاندلس گزلشافت را خریداری کرد. واگنفور به عنوان سهام‌دار خرد، همچنان مدیر عامل آن باقی ماند. ماه ژانویه سال ۱۹۲۶ شرکت در برلین به ثبت تجاری رسید. ماه دسامبر شرکت از ۵۰ هزار رایشس‌مارک به ۱۵۰ هزار رایشس‌مارک افزایش سرمایه داد. لوبه با تملک ۹۰ هزار رایشس‌مارک همچنان سهام‌دار عمده بود.